# 松村美咲
松村 美咲（まつむら みさき、2005年3月6日 - ）は、東京都出身の日本の女子ラグビーユニオン選手。早稲田大学在学、東京山九フェニックスに所属。
５歳までいた香港で遊んでいたタッチラグビーがラグビーに親しむ。中学校は「部活でラグビーがしたい」と世田谷区のラグビー部のある学校に越境入学。関東学院六浦高等学校ラグビー部時代から、女子セブンズ日本代表 として活躍。高校時代にも全国優勝を達成。早稲田大学に進学後、東京山九フェニックスに加入。2023年、女子ラグビー日本代表としてフィジー戦で初キャップを獲得。ウィングとして出場し2トライした。

## プロフィール
- ポジションはフルバック(FB)[7]。
- 身長 169cm、体重 71kg
- 7人制女子日本代表に選ばれたことがある[8]。
- 趣味はドラマ鑑賞
- 杉並少年ラグビースクール[9]・ブリングアップ（BU）ラグビーアカデミー出身。